# Lista de Estados-membros da Sociedade das Nações

Estados-membros da Liga das Nações.
Estados-membros
Colônias de Estados-membros
Mandatos

Este artigo lista os Estados que integraram em dado período de tempo a  Sociedade das Nações desde sua fundação em 1920 até 1946, ano da última assembleia geral. A organização foi o primeiro organismo intergovernamental da história do mundo e reuniu grande parte das potências regionais e mundiais do período de sua atividade, tendo sido criada mediante o Tratado de Versalhes de 1919 e dissolvida oficialmente em 17 de julho de 1947. Entre 1920 e 1939, um total de 63 países tornaram-se Estados-membros da Sociedade das Nações. O Pacto que estabeleceu formalmente a Liga das Nações foi incluído no Tratado de Versalhes e entrou em vigor em 10 de janeiro de 1920 e foi substituído gradualmente pela Carta das Nações Unidas a partir de 1945.
A Liga das Nações manteve sua maior amplitude de 58 Estados-membros ativos entre 28 de setembro de 1934 (quando o Equador foi admitido na organização) e 23 de fevereiro de 1935 (quando o Paraguai desligou-se). Neste período, apenas Costa Rica (22 de janeiro de 1925), Brasil (14 de junho de 1926), Japão (27 de março de 1933) e Alemanha (19 de outubro de 1933) haviam se retirado da organização enquanto o Egito aderiu ao Pacto tardiamente em 26 de maio de 1937.
Os Estados-membros fundadores da organização (listados desde a primeira data de adesão e em ordem alfabética) ingressaram todos em 10 de janeiro de 1920, sendo estes: Argentina, Austrália, Bélgica, Bolívia, Império Britânico, Canadá, Chile, China, Colômbia, Cuba, Checoslováquia, Dinamarca, El Salvador, França, Grécia, Guatemala, Haiti, Honduras, Índia, Itália, Libéria, Países Baixos, Nova Zelândia, Nicarágua, Noruega, Panamá, Paraguai, Irão, Peru, Polónia, Portugal, Roménia, Sião, África do Sul, Espanha, Suécia, Suíça, Uruguai, Venezuela, Iugoslávia, Áustria, Bulgária, Finlândia, Luxemburgo, Albânia, Estônia, Letônia, Lituânia, Hungria, Irlanda, Etiópia, República Dominicana, México, Turquia, Iraque, União Soviética, Afeganistão e Equador.
Dos 42 Estados-membros fundadores, apenas 23 (ou 24 contando com a França Livre) ainda eram membros quando a Liga das Nações foi dissolvida em 1946. Outros 21 países ingressaram na organização entre 1920 e 1937, mas sete destes retiraram-se ou foram suspensos antes de 1946. Entretanto, a União Soviética foi o único país a passar pelo processo de suspensão compulsória da organização mediante a invasão da Finlândia em 1939. 
Apesar de formular o conceito da organização e ratificar o Pacto que a constituiu, os Estados Unidos nunca se juntaram formalmente à Liga das Nações, operando "em cooperação" sem aliar-se oficialmente. Outros países que seguiram este modelo de atuação na organização foram Arábia Saudita, Iêmen, Mongólia, Nepal e Butão. Por outro lado, nenhum dos microestados europeus (Andorra, Liechtenstein, Mônaco, San Marino e Vaticano) jamais manifestou interesse em integrar a Liga das Nações.
No IX Congresso das Nacionalidades Europeias — cimeira da Liga das Nações realizada em Berna — as Comunidades autónomas espanholas de Galiza, País Basco e Catalunha foram reconhecidas como nações. Sobretudo, tais territórios eram subordinados à Espanha e representados pelo governo espanhol.

## Membros do Conselho Permanente
Com a criação da Sociedade das Nações, o Conselho Permanente foi simultaneamente estabelecido como órgão diretivo. Devido à sua importância no funcionamento da organização, os Estados-membros foram subdivididos entre Membros Permanentes e Membros Temporários segundo o Artigo 4 do Pacto da Liga das Nações:
Entre os permanentes estavam as potências vitoriosas da Primeira Guerra Mundial (1914-1918): Reino Unido, França, Japão, Itália e Estados Unidos, embora este último país tenha assumido formalmente sua posição. O pacto previa a expansão do quadro de Membros Permanentes e Temporários (Artigo 4.2). Desta forma, o Conselho foi acrescido de Alemanha e União Soviética em 1926 e 1934, respectivamente.
| Membros Permanentes do Conselho da Sociedade das Nações | Membros Permanentes do Conselho da Sociedade das Nações | Membros Permanentes do Conselho da Sociedade das Nações | Membros Permanentes do Conselho da Sociedade das Nações | Membros Permanentes do Conselho da Sociedade das Nações |
| Membro                                                  | Região                                                  | Liderança                                               | Frente beligerante                                      | Frente beligerante                                      |
| Membro                                                  | Região                                                  | Liderança                                               | Primeira Guerra Mundial                                 | Segunda Guerra Mundial                                  |
| ------------------------------------------------------- | ------------------------------------------------------- | ------------------------------------------------------- | ------------------------------------------------------- | ------------------------------------------------------- |
| Alemanha                                                | Europa                                                  | Paul von Hindenburg                                     | Potências Centrais                                      | Potências do Eixo                                       |
| Estados Unidos                                          | América do Norte                                        | Woodrow Wilson                                          | Aliados                                                 | Aliados                                                 |
| França                                                  | Europa                                                  | Paul Deschanel                                          | Aliados                                                 | Aliados                                                 |
| Grã-Bretanha                                            | Europa                                                  | Jorge V                                                 | Aliados                                                 | Aliados                                                 |
| Itália                                                  | Europa                                                  | Vítor Emanuel III                                       | Aliados                                                 | Potências do Eixo                                       |
| Japão                                                   | Ásia                                                    | Taishō                                                  | Aliados                                                 | Potências do Eixo                                       |
| União Soviética                                         | Eurásia                                                 | Josef Stalin                                            | Aliados                                                 | Aliados                                                 |

## Estados-membros
| Estado-membro      | Data de adesão         | Data de desligamento    | Nota(s) |
| ------------------ | ---------------------- | ----------------------- | --- |
| Alemanha           | 8 de setembro de 1926  | 21 de outubro de 1933   | A Alemanha adotou a política de rearmamento e condenação do Tratado de Paz de Paris de 1919 após a ascensão ao poder do Partido Nazista em 1933. |
| Argentina          | 10 de janeiro de 1920  | 18 de abril de 1946     | Argentina deixou a Liga das Nações em 1920 devido à recusa das nações vencedoras da Primeira Guerra Mundial em aceitar um status igualitário dentre todos os Estados-membros. Em 1933, a Argentina voltou a integrar a organização.                                                        |
| Austrália          | 10 de janeiro de 1920  | 18 de abril de 1946     | A Austrália assinou o Tratado de Versalhes como parte do Império Britânico. Em 1920, a Austrália foi admitida na Liga das Nações como um Domínio do Reino Unido. |
| Bélgica            | 10 de janeiro de 1920  | 18 de abril de 1946     | A Bélgica foi invadida e ocupada pela Alemanha Nazista de 1940 a 1944 durante a Segunda Guerra Mundial. |
| Bolívia            | 10 de janeiro de 1920  | 18 de abril de 1946     | |
| Brasil             | 10 de janeiro de 1920  | 13 de junho de 1928     | O Brasil solicitou sem sucesso sua entrada no Conselho Permanente em 1921 para substituir os Estados Unidos e a Alemanha. Em 1926, o país vetou a entrada da Alemanha no Conselho e desligou-se da organização em 1928 devido à falta de apoio internacional às suas decisões.             |
| Canadá             | 10 de janeiro de 1920  | 18 de abril de 1946     | O Canadá assinou o Tratado de Versalhes como parte do Império Britânico. Em 1920, o Canadá foi admitido na Liga das Nações como um Domínio do Reino Unido. |
| Chile              | 10 de janeiro de 1920  | 2 de junho de 1938      | O Presidente Arturo Alessandri argumentou que a Liga das Nações tinha "pouca consideração pelos assuntos de pequenos países" além da fracassada reforma da organização prometida em 1937.                                                                                                  |
| China              | 10 de janeiro de 1920  | 18 de abril de 1946     | |
| Colômbia           | 10 de janeiro de 1920  | 18 de abril de 1946     | |
| Cuba               | 10 de janeiro de 1920  | 18 de abril de 1946     | |
| Checoslováquia     | 10 de janeiro de 1920  | 15 de março de 1939     | A Checoslováquia deixou de existir como Estado soberano em 15 de março de 1939, quando os territórios checos restantes foram anexados pela Alemanha Nazista em virtude do Acordo de Munique.                                                                                               |
| Dinamarca          | 10 de janeiro de 1920  | 18 de abril de 1946     | A Dinamarca foi ocupada pela Alemanha Nazista de 1941 a 1944 durante a Segunda Guerra Mundial. |
| Egito              | 26 de maio de 1937     | 18 de abril de 1946     | |
| El Salvador        | 10 de janeiro de 1920  | 26 de julho de 1937     | El Salvador desligou-se da organização após a condenação internacional do reconhecimento de Manchukuo, Estado fantoche mantido pelo Império do Japão em território chinês. |
| Equador            | 28 de setembro de 1934 | 18 de abril de 1946     | Signatário do Tratado de Versalhes, o Equador ratificou o Pacto da Liga das Nações somente em 1934. |
| Espanha            | 10 de janeiro de 1920  | 9 de maio de 1941       | Em 1927, o Presidente do Governo Miguel Primo de Rivera apresentou uma notificação de retirada devido a divergências sobre a Zona Internacional de Tânger. Em 1939, Francisco Franco anunciou o desligamento da organização por conta do apoio dado ao anterior governo da Frente Popular. |
| Etiópia            | 28 de setembro de 1923 | 9 de maio de 1936       | A Abissínia foi ocupada pela Itália de 9 de maio de 1936 até sua libertação durante a Segunda Guerra Mundial em 27 de novembro de 1941. |
| França             | 10 de janeiro de 1920  | 18 de abril de 1946     | A França foi ocupada pela Alemanha Nazista em 22 de junho de 1940 e o Governo de Vichy anunciou o desligamento da Liga das Nações em 19 de abril de 1941. No entanto, a França Livre não reconheceu a decisão até 16 de abril de 1943.                                                     |
| Grécia             | 10 de janeiro de 1920  | 18 de abril de 1946     | A Grécia foi ocupada pela Alemanha nazista de 1941 a 1944 durante a Segunda Guerra Mundial. |
| Guatemala          | 10 de janeiro de 1920  | 25 de maio de 1938      | O governo de Jorge Ubico desligou-se da Liga das Nações alegando problemas econômicos. A pedido da organização, o governo guatemalteco indicou que poderia manter a mediação sobre a disputa territorial com Belize.                                                                       |
| Haiti              | 10 de janeiro de 1920  | 13 de abril de 1942     | O governo haitiano decidiu desligar-se da organização em 16 de fevereiro de 1942 alegando que a Liga das Nações não havia conseguido efetivar a política de paz entre as nações. |
| Honduras           | 10 de janeiro de 1920  | 9 de agosto de 1938     | |
| Hungria            | 18 de setembro de 1922 | 11 de abril de 1939     | O Regente da Hungria Miklós Horthy liderou uma política revisionista com o objetivo de recuperar os territórios perdidos após a Primeira Guerra Mundial. Após a Primeira Arbitragem de Viena de 1938, a Hungria aliou-se à Alemanha Nazista e à Itália e deixou a organização.             |
| Índia              | 10 de janeiro de 1920  | 18 de abril de 1946     | O Raj Britânico assinou o Tratado de Versalhes como parte do Império Britânico. Em 1920, a Índia foi admitida na Liga das Nações como um Domínio do Reino Unido. |
| Irlanda            | 18 de abril de 1946    |                         | |
| Itália             | 10 de janeiro de 1920  | 11 de dezembro de 1939  | Em 1935, a Liga das Nações implementou sanções contra a Itália devido à invasão italiana da Abissínia. Em resposta, o governo de Benito Mussolini aproximou-se de países que se opunham à organização — como Alemanha e Japão — e finalmente desligou-se em dezembro de 1937.              |
| Iugoslávia         | 10 de janeiro de 1920  | 11 de dezembro de 1937  | A Iugoslávia foi ocupada pela Alemanha Nazista de 1941 a 1945 durante a Segunda Guerra Mundial. |
| Japão              | 10 de janeiro de 1920  | 27 de março de 1933     | Em 1931, a República da China solicitou mediação da Liga das Nações mediante a Invasão japonesa da Manchúria. Em fevereiro de 1933, a subsequente Comissão Lytton condenou as incursões japonesas no território chinês e o país retirou-se da organização.                                 |
| Libéria            | 10 de janeiro de 1920  | 18 de abril de 1946     | |
| México             | 12 de setembro de 1931 | 18 de abril de 1946     | |
| Países Baixos      | 10 de janeiro de 1920  | 18 de abril de 1946     | Os Países Baixos foram ocupados pela Alemanha Nazista de 1941 a 1945 durante a Segunda Guerra Mundial. |
| Nicarágua          | 10 de janeiro de 1920  | 26 de junho de 1938     | Nicarágua alegou que não tinha condições econômicos de manter-se na Liga das Nações e recusou sua permanência sob acordos. |
| Noruega            | 10 de janeiro de 1920  | 18 de abril de 1946     | A Noruega foi ocupada pela Alemanha Nazista de 1941 a 1945 durante a Segunda Guerra Mundial. |
| Nova Zelândia      | 10 de janeiro de 1920  | 18 de abril de 1946     | A Nova Zelândia assinou o Tratado de Versalhes como parte do Império Britânico. Em 1920, a Nova Zelândia foi admitida na Liga das Nações como um Domínio do Reino Unido. |
| Panamá             | 10 de janeiro de 1920  | 18 de abril de 1946     | |
| Paraguai           | 10 de janeiro de 1920  | 23 de fevereiro de 1937 | A Liga das Nações mediou a Guerra do Chaco. Sua decisão de suspender o embargo de armas à Bolívia (em 16 de janeiro de 1935) motivou a saída paraguaia da organização. |
| Irão               | 10 de janeiro de 1920  | 18 de abril de 1946     | |
| Peru               | 10 de janeiro de 1920  | 18 de abril de 1946     | |
| Polónia            | 10 de janeiro de 1920  | 18 de abril de 1946     | A Polônia foi invadida em 1 de setembro de 1939 pelas tropas alemãs a oeste pelas tropas soviéticas a leste. O território polonês esteve sob controle da Alemanha Nazista de 1941 a 1945.                                                                                                  |
| Portugal           | 10 de janeiro de 1920  | 18 de abril de 1946     | |
| Romênia            | 10 de janeiro de 1920  | 11 de julho de 1940     | Carlos II aproximou-se do regime hitlerista com o objetivo reaver territórios perdidos para Bulgária, Hungria e União Soviética. O alinhamento ideológico com o Eixo foi reforçado após a posse de Ion Gigurtu — membro da Guarda de Ferro — como Primeiro-ministro em 1940.               |
| Sião               | 10 de janeiro de 1920  | 18 de abril de 1946     | |
| União Sul-Africana | 3 de novembro de 1920  | 18 de abril de 1946     | A União Sul-Africana assinou o Tratado de Versalhes como parte do Império Britânico. Em 1920, a União Sul-Africana foi admitida na Liga das Nações como um Domínio do Reino Unido. |
| União Soviética    | 18 de setembro de 1934 | 14 de dezembro de 1939  | A União Soviética foi suspensa da Liga das Nações em 1939 após a invasão da Finlândia durante a Guerra de Inverno (1939-1940). |